# Erwin Staudt

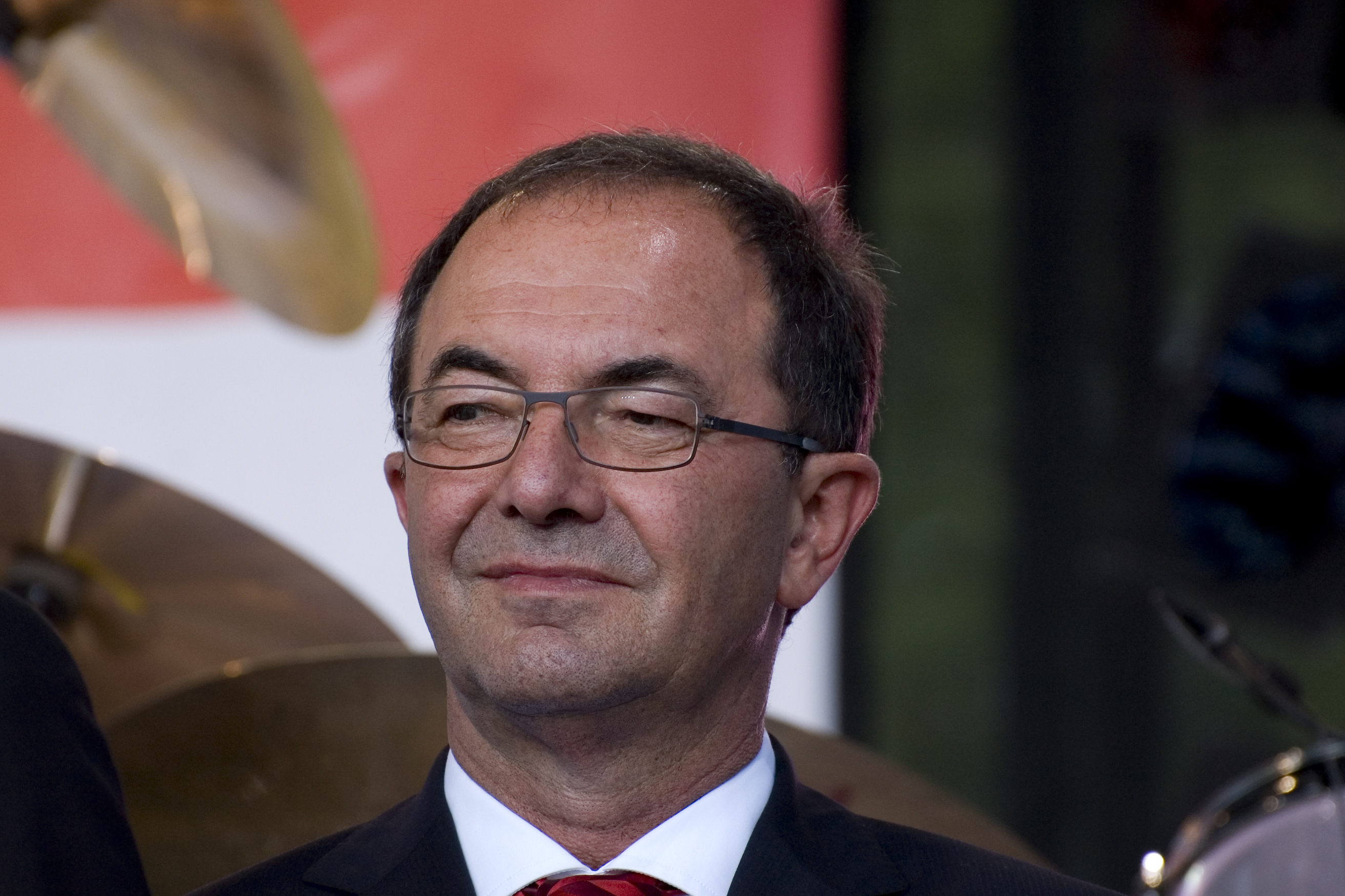
Erwin Staudt bei der Meisterfeier 2007

Erwin Staudt (* 25. Februar 1948 in Leonberg als Erwin Krämer) ist ein deutscher Manager und war von 2003 bis 2011 hauptamtlicher Präsident des VfB Stuttgart.

## Jugend und Studium
Staudt wurde am 25. Februar 1948 als Sohn des Schneidermeisters Hermann Staudt aus dem Leonberger Stadtteil Eltingen und der aus Titisee stammenden Hedwig Krämer, geb. Ringwald, geboren. Weil der im Zweiten Weltkrieg gefallene erste Mann seiner Mutter zu diesem Zeitpunkt noch nicht amtlich für tot erklärt worden war, trug Erwin Staudt bis zur Heirat seiner Eltern im Oktober 1948 seinen Geburtsnamen Erwin Krämer. Als unmittelbare Folge einer Impfung gegen Diphtherie und Scharlach erlitt Staudt im Alter von fünf Jahren einen Impfschaden in Form einer Meningitis, durch die Lähmungen in seiner rechten Körperhälfte verursacht wurden. Sein rechter Arm blieb daraufhin dauerhaft gelähmt. Nach seinem neunten Geburtstag besuchte Erwin Staudt erstmals ein Spiel des VfB Stuttgart im Neckarstadion. Er spielte als Fußballspieler für den TSV Eltingen, bei dem Staudt ab der E-Jugend alle Jugendmannschaften durchlief. Auch weil er wegen der Lähmung das Schneidergeschäft seines Vaters nicht fortführen konnte, besuchte Staudt das Albert-Schweitzer-Gymnasium Leonberg. Dort wurde er Sportreferent und organisierte Fußballpartien gegen Schülermannschaften aus Stuttgart.
Staudt schrieb sich nach seinem Abitur am Albert-Schweitzer-Gymnasium Leonberg an der Universität Stuttgart im Wintersemester 1967 im Studiengang Wirtschaftswissenschaften ein. Nachdem er nach vier Semestern in Stuttgart die Diplom-Vorprüfung bestanden hatte, wechselte Staudt an die Albert-Ludwigs-Universität Freiburg. Sein Examen als Diplom-Volkswirt legte er dort im April 1973 ab.

## Tätigkeit für IBM
Staudt trat 1973 in die IBM Deutschland ein. 1982 übernahm er in Stuttgart seine erste Aufgabe als Führungskraft, wo er als Vertriebsleiter zuständig für die baden-württembergischen Kunden in den Bereichen Finanzverwaltung, Sozialversicherungen und Energieversorgung war. Später bekleidete er die Positionen Leiter Marketingprojekte in der Hauptverwaltung sowie Assistent beim Geschäftsführer Marketing und Services.
1986 wurde Staudt Leiter der Berliner Niederlassung der IBM, 1989 übernahm er als Generalbevollmächtigter die Leitung des Bereichs Kommunikation/Öffentlichkeitsarbeit in der Hauptverwaltung der IBM Deutschland. Ab Juli 1992 war er für das gesamte deutsche PC-Geschäft verantwortlich. 1994 wechselte Staudt auf den Posten des Vertriebsleiters und wurde in dieser Aufgabe zum Geschäftsführer der IBM Deutschland Informationssysteme GmbH bestellt.
Im Oktober 1994 ging Staudt zunächst als General Manager für Competitive Marketing, dann als Vice President Marketing in die europäische Zentrale der IBM nach Paris. Von Juli 1995 bis Oktober 1998 war er weltweit verantwortlich für die Geschäftsbereiche „Grundstoffindustrie“ und „Petroleum“. Vom 1. November 1998 bis zum 14. Januar 2003 war Erwin Staudt Vorsitzender der Geschäftsführung der IBM Deutschland.

## Tätigkeit für den VfB Stuttgart
Am 26. Juni 2003 wählten die Mitglieder des VfB Stuttgart Erwin Staudt zum Präsidenten des Vereins. Staudt war bereits seit seiner Kindheit Fan des VfB und seit Jahren Mitglied im Verein. Seit dem 22. September 2003 war Staudt hauptamtlicher Präsident des VfB Stuttgart. Zum Ende seiner ersten Amtszeit wurde der VfB 2007 Deutscher Meister. Im Rahmen der Mitgliederversammlung am 23. Juli 2007 wurde Erwin Staudt für weitere vier Jahre als Präsident des VfB Stuttgart bestätigt. In seiner zweiten Amtszeit verwirklichte er durch Gespräche mit Mercedes-Benz und der Stadt Stuttgart den Umbau der Mercedes-Benz Arena zu einer reinen Fußballarena – ein Projekt, an dem seine Vorgänger gescheitert waren. Auf der Mitgliederversammlung im Sommer 2011 stellte er sich nicht mehr zur Wahl als Präsident.
Am 4. August 2011 wurde Staudt zum Ehrenpräsidenten des VfB Stuttgart ernannt.

## Sonstiges
Staudt gilt als überzeugter Wirtschaftsliberaler. Er ist Ehrenpräsident der Initiative D21, deren erster Präsident er von 1999 bis 2004 war. Ferner ist Staudt Botschafter der Initiative Neue Soziale Marktwirtschaft. Er ist Aufsichtsratsmitglied der USU Software AG, Möglingen und der PROFI Engineering Systems AG, Darmstadt. Als Mitglied des Beirats fungiert er bei der Deutsche Bank AG, Stuttgart, Kreissparkasse Böblingen, Böblingen, Interstuhl Büromöbel GmbH & Co. KG, Tieringen, Wolff & Müller GmbH & Co. KG, Stuttgart. Ferner sitzt Staudt im Kuratorium der Fritz Thyssen Stiftung, Köln, im Präsidium des Deutschen Institut für Normung (DIN e. V.), Berlin, und FOM Hochschule, Stuttgart.
Der ehemalige Linksaußen und Vorsitzende des TSV Eltingen engagierte sich lange Jahre über ehrenamtlich im Amateurfußball. 2004, 2009 sowie 2010 entsandte ihn die SPD Baden-Württemberg zur Bundesversammlung. Er ist aktives Mitglied der SPD und war Fraktionsvorsitzender der Partei im Leonberger Gemeinderat.
Erwin Staudt engagiert sich ehrenamtlich im Kuratorium der Deutschen Kinderkrebsnachsorge – Stiftung für das chronisch kranke Kind in Tannheim bei Villingen-Schwenningen, die sich für schwerkranke Kinder und ihre Familien einsetzt.
2010 übernahm Erwin Staudt die Schirmherrschaft des Christopher-Street-Days in Stuttgart und gab somit auch einen Impuls gegen Homophobie im Fußball.
Staudt ist verheiratet, hat drei Kinder und wohnt im Leonberger Stadtteil Silberberg.

## Ehrungen
- 2000: Ehrensenator der Brandenburgischen Technischen Universität Cottbus
- 2001: Bundesverdienstkreuz
- 2011: Ehrenpräsident VfB Stuttgart 1893 e. V.